# أوختا
أوختا (بالروسية: Ухта) هي إحدى مدن روسيا في الكيان الفدرالي الروسي جمهورية كومي.

## المناخ
يظهر الجدول التالي التغييرات المناخية على مدار السنة لأوختا:
| البيانات المناخية لـأوختا         | البيانات المناخية لـأوختا | البيانات المناخية لـأوختا | البيانات المناخية لـأوختا | البيانات المناخية لـأوختا | البيانات المناخية لـأوختا | البيانات المناخية لـأوختا | البيانات المناخية لـأوختا | البيانات المناخية لـأوختا | البيانات المناخية لـأوختا | البيانات المناخية لـأوختا | البيانات المناخية لـأوختا | البيانات المناخية لـأوختا | البيانات المناخية لـأوختا |
| الشهر                             | يناير                     | فبراير                    | مارس                      | أبريل                     | مايو                      | يونيو                     | يوليو                     | أغسطس                     | سبتمبر                    | أكتوبر                    | نوفمبر                    | ديسمبر                    | المعدل السنوي             |
| --------------------------------- | ------------------------- | ------------------------- | ------------------------- | ------------------------- | ------------------------- | ------------------------- | ------------------------- | ------------------------- | ------------------------- | ------------------------- | ------------------------- | ------------------------- | ------------------------- |
| الدرجة القصوى °م (°ف)             | 2.5 (36.5)                | 3.0 (37.4)                | 13.0 (55.4)               | 23.8 (74.8)               | 30.1 (86.2)               | 33.5 (92.3)               | 35.2 (95.4)               | 32.5 (90.5)               | 27.4 (81.3)               | 20.0 (68.0)               | 8.2 (46.8)                | 3.6 (38.5)                | 35.2 (95.4)               |
| متوسط درجة الحرارة الكبرى °م (°ف) | −13.1 (8.4)               | −10.9 (12.4)              | −2.4 (27.7)               | 4.6 (40.3)                | 12.0 (53.6)               | 19.0 (66.2)               | 22.1 (71.8)               | 17.3 (63.1)               | 10.7 (51.3)               | 2.8 (37.0)                | −6.0 (21.2)               | −10.6 (12.9)              | 3.8 (38.8)                |
| المتوسط اليومي °م (°ف)            | −16.5 (2.3)               | −14.7 (5.5)               | −6.8 (19.8)               | −0.5 (31.1)               | 6.3 (43.3)                | 13.3 (55.9)               | 16.5 (61.7)               | 12.4 (54.3)               | 6.9 (44.4)                | 0.4 (32.7)                | −8.9 (16.0)               | −13.8 (7.2)               | −0.5 (31.1)               |
| متوسط درجة الحرارة الصغرى °م (°ف) | −20.0 (−4.0)              | −18.1 (−0.6)              | −10.9 (12.4)              | −5.0 (23.0)               | 1.5 (34.7)                | 8.2 (46.8)                | 11.6 (52.9)               | 8.4 (47.1)                | 4.0 (39.2)                | −1.8 (28.8)               | −11.3 (11.7)              | −17.2 (1.0)               | −4.2 (24.4)               |
| أدنى درجة حرارة °م (°ف)           | −48.5 (−55.3)             | −43.9 (−47.0)             | −39.2 (−38.6)             | −28.4 (−19.1)             | −16.9 (1.6)               | −4.2 (24.4)               | −0.4 (31.3)               | −3.9 (25.0)               | −8.8 (16.2)               | −26.4 (−15.5)             | −37.8 (−36.0)             | −49.0 (−56.2)             | −49.0 (−56.2)             |
| الهطول مم (إنش)                   | 32 (1.3)                  | 26 (1.0)                  | 29 (1.1)                  | 28 (1.1)                  | 44 (1.7)                  | 66 (2.6)                  | 71 (2.8)                  | 69 (2.7)                  | 54 (2.1)                  | 55 (2.2)                  | 40 (1.6)                  | 39 (1.5)                  | 553 (21.8)                |
| المصدر: Weatherbase               |                           |                           |                           |                           |                           |                           |                           |                           |                           |                           |                           |                           |                           |

## أعلام
- اليكسي بتروف
- أرسين بافلوف
- كولرفو مانر
- أولغا فوندا
- إدوارد زاخاروف